# Santo Domingo (Mérida)
Santo Domingo de Guzmán es una localidad andina capital del Municipio Cardenal Quintero, ubicada en la ruta de Las Cumbres, a 80 km de la ciudad de Mérida a través de la carretera trasandina. El pueblo se caracteriza por su aspecto rodeado de altas montañas que forman junto a la Sierra Nevada un valle de origen glaciar.

## Ubicación
Se encuentra a 2.173 m s. n. m., rodeado de altas montañas. La vegetación es propia de páramo. Es atravesada por la carretera Apartaderos - Barinitas, es un punto de parada para la mayoría de los turistas y autobuses que recorren la vía. Uno de sus grandes atractivos es el embalse Santo Domingo, el cual tiene una producción media anual de 1.044 millones de kW . Su relieve es irregular, gran parte de las zonas son propicias y utilizadas para la agricultura.

## Economía
Se caracteriza por su actividad en el área agrícola; así como en el área turística, siendo declarada Capital Turística del Estado Mérida el 30 de septiembre del año 2018 por el Gobernador Ramón Guevara, posee varias estructuras hoteleras, refugio de visitantes quienes se ven atraídos por la belleza del paisaje adornado por El Frailejón y las lagunas.

### Sector Agrícola
Se destaca como uno de los principales productores de papa a nivel nacional, consolidándose como un centro agrícola de alta productividad. Entre los cultivos de hortalizas más importantes figuran la lechuga, zanahoria, pimentón, cebollín, ajo porro, ajo y cebolla, representando una diversificación significativa en la oferta agrícola de la región.
Asimismo, cuenta con un centro de acopio de champiñones, lo que fortalece la cadena de valor de la producción fúngica. En el ámbito frutícola, se cultivan tomate de árbol, piña, uvas y fresas, productos que aprovechan las condiciones climáticas y de altitud de la zona.
Gracias a su ubicación en una región de altitud intermedia y clima fresco, Santo Domingo también posee una importante actividad pecuaria, incluyendo la cría de ganado vacuno, caprino, porcino y aves de corral, como gallinas y pollos. Uno de los rubros de mayor atractivo económico y turístico es la cría de truchas, considerada la actividad más destacada dentro de su sistema agroproductivo, tanto por su volumen como por su valor comercial y recreativo.

### Sector Turístico
Santo Domingo como capital del Municipio Cardenal Quintero es el principal centro turístico local, cuenta con una amplia variedad de infraestructura hotelera, restaurantes, posadas, paradas turísticas, paisajes, Plazas y Parques.
- Iglesia de Santo Domingo

- Plaza Bolívar de Santo Domingo

- Monumento de la Fe: en donde se ubica el Cristo de Las Multitudes.

- Hotel Santo Domingo

- Hotel Moruco

- Hotel Las Cabañas

- Hotel El Bahó

- Hotel Trucha Azul

## Embalse de Santo Domingo
El embalse Santo Domingo se encuentra ubicado en el extremo este del Estado Mérida, Venezuela. Este embalse es llenado principalmente por los ríos Santo Domingo y Aracay. Complementa las necesidades de energía de la zona occidental con una producción media anual de 1.044 millones de kW – h/año. Fue construido entre 1970 y 1973.

## Festividades
- 1 de enero Año nuevo

- 6 de enero Paso de Reyes

- Carnaval

- Semana Santa Viacurcis vivientes

- 30 de septiembre La Danza de "Los Negros de San Jerónimo"

- 24 de diciembre Nochebuena

- 25 de diciembre Navidad, nacimiento del niño Jesús

- 31 de diciembre Nochevieja

## Clima
Tiene un clima tropical de altitud.
| Parámetros climáticos promedio de Mérida (Aeropuerto; 1479 m s. n. m.) | Parámetros climáticos promedio de Mérida (Aeropuerto; 1479 m s. n. m.) | Parámetros climáticos promedio de Mérida (Aeropuerto; 1479 m s. n. m.) | Parámetros climáticos promedio de Mérida (Aeropuerto; 1479 m s. n. m.) | Parámetros climáticos promedio de Mérida (Aeropuerto; 1479 m s. n. m.) | Parámetros climáticos promedio de Mérida (Aeropuerto; 1479 m s. n. m.) | Parámetros climáticos promedio de Mérida (Aeropuerto; 1479 m s. n. m.) | Parámetros climáticos promedio de Mérida (Aeropuerto; 1479 m s. n. m.) | Parámetros climáticos promedio de Mérida (Aeropuerto; 1479 m s. n. m.) | Parámetros climáticos promedio de Mérida (Aeropuerto; 1479 m s. n. m.) | Parámetros climáticos promedio de Mérida (Aeropuerto; 1479 m s. n. m.) | Parámetros climáticos promedio de Mérida (Aeropuerto; 1479 m s. n. m.) | Parámetros climáticos promedio de Mérida (Aeropuerto; 1479 m s. n. m.) | Parámetros climáticos promedio de Mérida (Aeropuerto; 1479 m s. n. m.) |
| Mes                                                                    | Ene.                                                                   | Feb.                                                                   | Mar.                                                                   | Abr.                                                                   | May.                                                                   | Jun.                                                                   | Jul.                                                                   | Ago.                                                                   | Sep.                                                                   | Oct.                                                                   | Nov.                                                                   | Dic.                                                                   | Anual                                                                  |
| ---------------------------------------------------------------------- | ---------------------------------------------------------------------- | ---------------------------------------------------------------------- | ---------------------------------------------------------------------- | ---------------------------------------------------------------------- | ---------------------------------------------------------------------- | ---------------------------------------------------------------------- | ---------------------------------------------------------------------- | ---------------------------------------------------------------------- | ---------------------------------------------------------------------- | ---------------------------------------------------------------------- | ---------------------------------------------------------------------- | ---------------------------------------------------------------------- | ---------------------------------------------------------------------- |
| Temp. máx. abs. (°C)                                                   | 22.6                                                                   | 24.3                                                                   | 24.8                                                                   | 23.3                                                                   | 23.6                                                                   | 24.6                                                                   | 24.6                                                                   | 23.4                                                                   | 23.4                                                                   | 23.2                                                                   | 24                                                                     | 23                                                                     | 24.6                                                                   |
| Temp. máx. media (°C)                                                  | 17.4                                                                   | 18.3                                                                   | 18.5                                                                   | 18.2                                                                   | 16.6                                                                   | 15.6                                                                   | 15.7                                                                   | 15.7                                                                   | 16                                                                     | 16.6                                                                   | 15.7                                                                   | 16.8                                                                   | 16.8                                                                   |
| Temp. media (°C)                                                       | 14.8                                                                   | 16.7                                                                   | 17                                                                     | 16.7                                                                   | 16.9                                                                   | 16.5                                                                   | 16.2                                                                   | 15.9                                                                   | 15.5                                                                   | 15.9                                                                   | 15.6                                                                   | 15.2                                                                   | 16.1                                                                   |
| Temp. mín. media (°C)                                                  | 9.7                                                                    | 11.1                                                                   | 11.5                                                                   | 12.8                                                                   | 12.5                                                                   | 11.3                                                                   | 10.8                                                                   | 10.3                                                                   | 9.5                                                                    | 10.6                                                                   | 9.9                                                                    | 9.5                                                                    | 10.8                                                                   |
| Temp. mín. abs. (°C)                                                   | 7.6                                                                    | 8.7                                                                    | 8.8                                                                    | 11                                                                     | 11.2                                                                   | 9                                                                      | 9.2                                                                    | 8.8                                                                    | 8.4                                                                    | 8                                                                      | 8                                                                      | 7.4                                                                    | 7.4                                                                    |
| Lluvias (mm)                                                           | 6.8                                                                    | 0                                                                      | 0                                                                      | 223.4                                                                  | 316.1                                                                  | 225                                                                    | 236.2                                                                  | 191.8                                                                  | 219.8                                                                  | 45.4                                                                   | 21.4                                                                   | 0                                                                      | 1485.9                                                                 |
| Fuente: Instituto Nacional de Meteorología e Hidrología (INAMEH)       |                                                                        |                                                                        |                                                                        |                                                                        |                                                                        |                                                                        |                                                                        |                                                                        |                                                                        |                                                                        |                                                                        |                                                                        |                                                                        |